# Little 4 Car
La Little 4 Car est une automobile à prix modeste produite à Flint, aux États-Unis à partir de 1912 par la société Little Motor Car, dirigée par Bill Little, qui fusionnera ensuite avec Chevrolet, puis avec General Motors. L'un des principaux actionnaires est William C. Durant, qui a connu lorsqu'il dirigeait l'usine de Buick à Flint (Michigan). 
Le lancement est annoncé fin 1911 avec un prix de seulement 600 dollars, plus bas que celui de la Ford T. Malgré ce prix modeste, elle inclut un démarreur électrique et des phares.

## Histoire
Après avoir été évincé de General Motors par les banquiers, en raison de ses projets de croissance trop rapide, William C. Durant a l'intention de concurrencer la Ford T et se rapproche du prestigieux pilote automobile Louis Chevrolet, dont il souhaite utiliser la notoriété.
William C. Durant rachète aussi l'usine de la "Flint Wagon Works" sur West Keasley Street Flint, sur la base d'un contrat de Chevrolet pour la construction de 2 500 moteurs en un an. Il paie en effaçant les dettes du propriétaire de l'usine, grâce à une augmentation de capital de 1,2 million de dollars, réalisée à un cours très bas, inférieur de 25 % à la valeur de l'action à la Bourse. La société est enregistrée le 30 octobre 1911. Le jour même, elle fait la promotion d'un nouveau modèle, la "Little 4 Car", vendue seulement 600 dollars.
La presse de Flint (Michigan) révèle qu'un modèle expérimental a été finalisé le 9 novembre 1911 et sa photo est publiée en janvier 1912 par le Flint Daily Journal. La production démarre en avril 1912 à Flint (Michigan). En décembre 1912, quelque 2 200 "Little 4 car" ont été produites en neuf mois.
William C. Durant décida ensuite de rapatrier la production des voitures Chevrolet de Détroit à Flint pour réaliser des économies d'échelle puis de fusionner toutes les firmes qu’il possédait pour lancer le groupe Little-Chevrolet, qui a des ramifications au Canada.